# Muhammad Khalid
Muhammad Khalid, född den 18 mars 1973, är en pakistansk landhockeyspelare.
Han tog OS-brons i herrarnas landhockeyturnering i samband med de olympiska landhockeytävlingarna 1992 i Barcelona.